# Новогайвинский
Новогайвинский —  микрорайон (внутригородской посёлок) в Орджоникидзевском районе города Перми Пермского края России.

## География
Находится между правым берегом реки Гайва и улицей Новогайвинская к юго-востоку от микрорайона Гайва. Известен с 1940 года как посёлок, когда вместе с окружающей территорией вошёл в состав Перми.

## Инфраструктура
Представляет собой зону стихийной частной застройки, сложившейся в период освоения окружающей местности при строительстве Камской ГЭС.

## Транспорт
С другими микрорайонами города Новогайвинский связан автобусными маршрутами, проходящими по улице Новогайвинская: 43, 49, 53 и 3Т (такси).